# 2105
Cette page concerne l'année 2105  du calendrier grégorien.
L'année 2105 est une année commune qui commence un jeudi.

## Autres calendriers
L’année 2105 du calendrier grégorien correspond aux dates suivantes :
- Calendrier hébraïque : 5865 / 5866 (le 1er tishri 5866 a lieu le 10 septembre 2105[1])
- Calendrier indien : 2026 / 2027 (le 1er chaitra 2027 a lieu le 22 mars 2105[1])
- Calendrier musulman : 1528 / 1529 (le 1er mouharram 1529 a lieu le 17 janvier 2105[1])
- Calendrier persan : 1483 / 1484 (le 1er farvardin 1484 a lieu le 21 mars 2105[1])
  - Jours juliens : 2 489 895,5 à 2 490 260,5[2],[1]